# Paspalum commune
Paspalum commune är en gräsart som beskrevs av Miguel Lillo. Paspalum commune ingår i släktet tvillinghirser, och familjen gräs. Inga underarter finns listade i Catalogue of Life.